# September Says
September Says is een Iers-Grieks-Brits-Duits-Franse dramafilm uit 2024, geschreven en geregisseerd door Ariane Labed in haar regiedebuut. De film is gebaseerd op de roman Zussen van Daisy Johnson uit 2020. De hoofdrollen worden vertolkt door Mia Tharia, Pascale Kann en Rakhee Thakrar.

## Verhaal
July en September zijn twee zussen. September is tien maanden ouder dan July, maar hun band is wel bijna telepathisch en hun relatie intens. De twee zussen worden door hun moeder meegenomen naar een oud familiehuis waar mysterieuze geluiden klinken en de lichten regelmatig flikkeren. September probeert niet enkel controle te behouden over hun steeds gekker wordende situatie, maar ook over haar jongere, introverte zus July. 

## Rolverdeling
| Acteur         | Personage |
| -------------- | --------- |
| Mia Tharia     | July      |
| Pascale Kann   | September |
| Rakhee Thakrar | Sheela    |

## Productie
De film die oorspronkelijk de naam Sisters kreeg, werd geproduceerd door Chelsea Morgan Hoffmann, Lara Hickey, Ed Guiney en Andrew Lowe. De film werd ontwikkeld door Element Pictures en BBC Film, met steun van het Creative Europe Programme, MEDIA, en gefinancierd door BBC Film, in samenwerking met Screen Ireland met steun van Eurimages en NRW in samenwerking met het UK Global Screen Fund en met de deelname van ARTE / ZDF.

## Release en ontvangst
September Says ging op 21 mei 2024 in première op het Filmfestival van Cannes in de Un certain regard-sectie. De film kreeg overwegend positieve kritieken van de filmcritici, met een score van 82% op Rotten Tomatoes, gebaseerd op 11 beoordelingen.

## Prijzen en nominaties
De belangrijkste:
| Jaar | Prijs                   | Categorie                  | Genomineerde(n) | Uitslag     |
| ---- | ----------------------- | -------------------------- | --------------- | ----------- |
| 2024 | Filmfestival van Cannes | Prix Un certain regard     | Ariane Labed    | Genomineerd |
| 2024 | Filmfestival van Cannes | Caméra d'or                | Ariane Labed    | Genomineerd |
| 2024 | Film Fest Gent          | Grand Prix voor Beste Film | Ariane Labed    | Genomineerd |